# Kauko Pekuri
Kauko Pekuri (né le 16 décembre 1912 à Kuortane et mort le 5 juin 1998) est un athlète finlandais, spécialiste des courses de fond. 

## Biographie
Il remporte la médaille de bronze du 5 000 mètres lors des championnats d'Europe de 1938, à Paris.

### Palmarès
| Date | Compétition           | Lieu  | Résultat | Épreuve | Performance   |
| ---- | --------------------- | ----- | -------- | ------- | ------------- |
| 1938 | Championnats d'Europe | Paris | 3e       | 5 000 m | 14 min 29 s 2 |

### Records
| Épreuve | Performance   | Lieu     | Date         |
| ------- | ------------- | -------- | ------------ |
| 5 000 m | 14 min 16 s 2 | Helsinki | 16 juin 1939 |